# Liparis molendinacea
Liparis molendinacea är en orkidéart som beskrevs av Graham Williamson. Liparis molendinacea ingår i släktet gulyxnen, och familjen orkidéer. Inga underarter finns listade i Catalogue of Life.